# Keleti-sivatag
A Keleti- vagy Arab-sivatag (arabul: الصحراء الشرقية) régió Egyiptom keleti részén. Határai nyugaton a Nílus völgye, keleten a Vörös-tenger, északon a Nílus deltavidéke, délen a Núbiai-sivatagba megy át, a Nasszer-tó vonalában. Területe megközelítőleg 220 000 km². Többnyire kősivatag. 
A Nílus egyiptomi szakaszának nyugati oldalán húzódó, úgynevezett Nyugati-sivatagtól sok tekintetben különbözik. A legfontosabb különbség, hogy magasabb fekvésű, kőzetanyaga  más és sűrű a völgyhálózata. Ezeknek a vádiknak egyrészt a Nílus, másrészt a Vörös-tenger felé van lefolyásuk. Lefolyástalan területek nincsenek. A felszínt aprólékosan felszabdaló vádik főképpen az egykori csapadékosabb időszakban keletkeztek. 
Az 1000 méternél magasabb részek évente néhány mm téli esőt kapnak, olykor heves záporok formájában. Ilyenkor a nagyobb vádikba jelentős víztömeg gyűlik össze. A múltban és ma is, a 200-300 km hosszú, szélesebb vádikon bonyolítják le a közlekedést a Nílus és a Vörös-tenger között. 
A területen már a fáraók korában is jelentős kőbányák, illetve aranybányák működtek. 

## Részei
Geológiai felépítése és felszíni formái alapján a Keleti-sivatag két fő része: 
- A Nílus-völgyet övező mészkő- és homokkőplató

A 80-100 km széles eocén mészkőplató a Nílus nagy kanyarjától, Qena-tól húzódik Kairó pereméig. Nyugaton a Nílus-völgye, keleten a Qena-vádi határolja. A Nílus felé gyakran meredek fallal ereszkedik le. Különösen látványos ez a perem Naga Hammádi és Qena között. 
A Qena-váditól délre és keletre az alaphegység előterében homokkőfelszín terül el. 
- Az alaphegység, amely gránitból, gneiszből, kristályos palákból áll

Északon a 28°30' szélességnél kezdődik és az ország déli határán túl is folytatódik. A hegységre a meredek lejtők, a merészen kiemelkedő csúcsok jellemzőek. A Vörös-tenger partja felől hatalmas hegyvonulatnak látszik, így időnként Egyiptomi-Kordilleráknak is nevezik. Legmagasabb pontja a Dzsebel Szajjid el-Banát, 2187 méter.